# 존 레인스
존 레인스(John Raines, 1840년 5월 6일, 뉴욕주 제네바 ~ 1909년 12월 16일, 뉴욕주 캐넌다이과)은 미국의 정치인으로 뉴욕주 부지사 권한대행이다.

## 학력
- 로체스터 대학교

## 경력
- 1881.01 ~ 1882.12 제104·105대 미국 뉴욕 온타리오 카운티 하원의원
- 1885.01 ~ 1885.12 제108대 미국 뉴욕 온타리오 카운티 하원의원
- 1886.01 ~ 1889.03 제109·110·110·112대 미국 뉴욕주 제28구 상원의원
- 1889.03 ~ 1893.03 제51·52대 미국 뉴욕 제29구 연방하원의원
- 1895.01 ~ 1895.12 제118대 미국 뉴욕 제26구 상원의원
- 1896.01 ~ 1909.12 제119~132대 미국 뉴욕 제42구 상원의원
- 1903.01 ~ 1909.12 뉴욕 상원 임시의장
- 1906.12 ~ 1906.12 뉴욕 부지사 권한대행

## 역대 선거 결과
| 선거명      | 직책명                     | 대수  | 정당   | 득표율 | 득표수   | 결과 | 당락                 |
| ----------- | -------------------------- | ----- | ------ | ------ | -------- | ---- | -------------------- |
| 1888년 선거 | 하원의원 (뉴욕 제29선거구) | 50대  | 공화당 | 53.67% | 21,794표 | 1위  | 뉴욕주 하원의원 당선 |
| 1890년 선거 | 하원의원 (뉴욕 제29선거구) | 51대  | 공화당 | 49.68% | 14,722표 | 1위  | 뉴욕주 하원의원 당선 |
| 1904년 선거 | 상원의원 (뉴욕 제42부)     | 128대 | 공화당 | 61.36% | 16,135표 | 1위  | 뉴욕 주의원 당선     |
| 1906년 선거 | 상원의원 (뉴욕 제42부)     | 130대 | 공화당 | 57.10% | 13,025표 | 1위  | 뉴욕 주의원 당선     |
| 1908년 선거 | 상원의원 (뉴욕 제42부)     | 132대 | 공화당 | 57.45% | 18,340표 | 1위  | 뉴욕 주의원 당선     |